# Kaiserlinde (Schloss Burg)

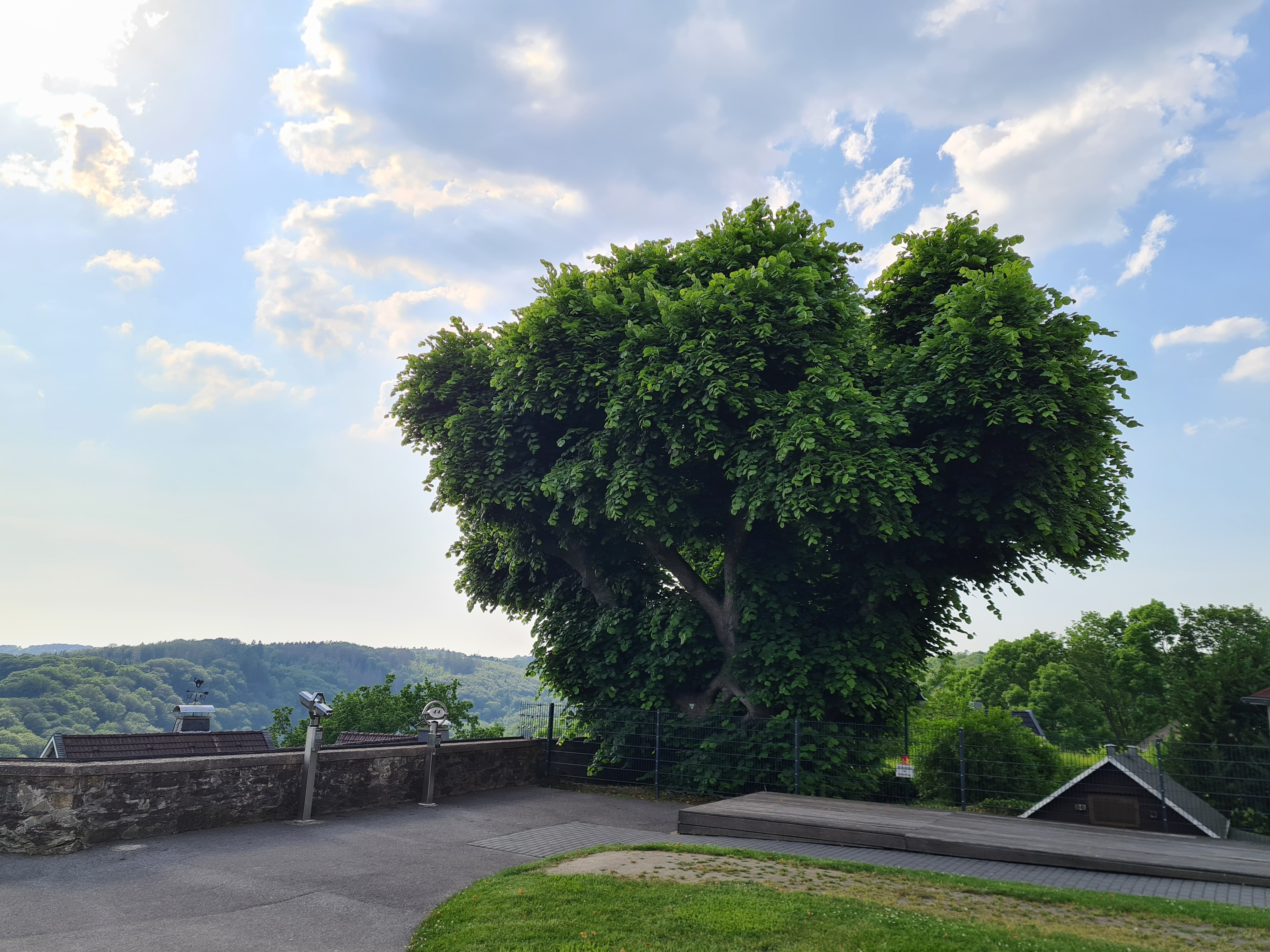
Die Kaiserlinde im Sommer 2021

Die Kaiserlinde ist eine ungefähr 250 Jahre alte Linde und ein Naturdenkmal bei Schloss Burg in Solingen, neben der Seilbahn-Bergstation.

## Beschreibung

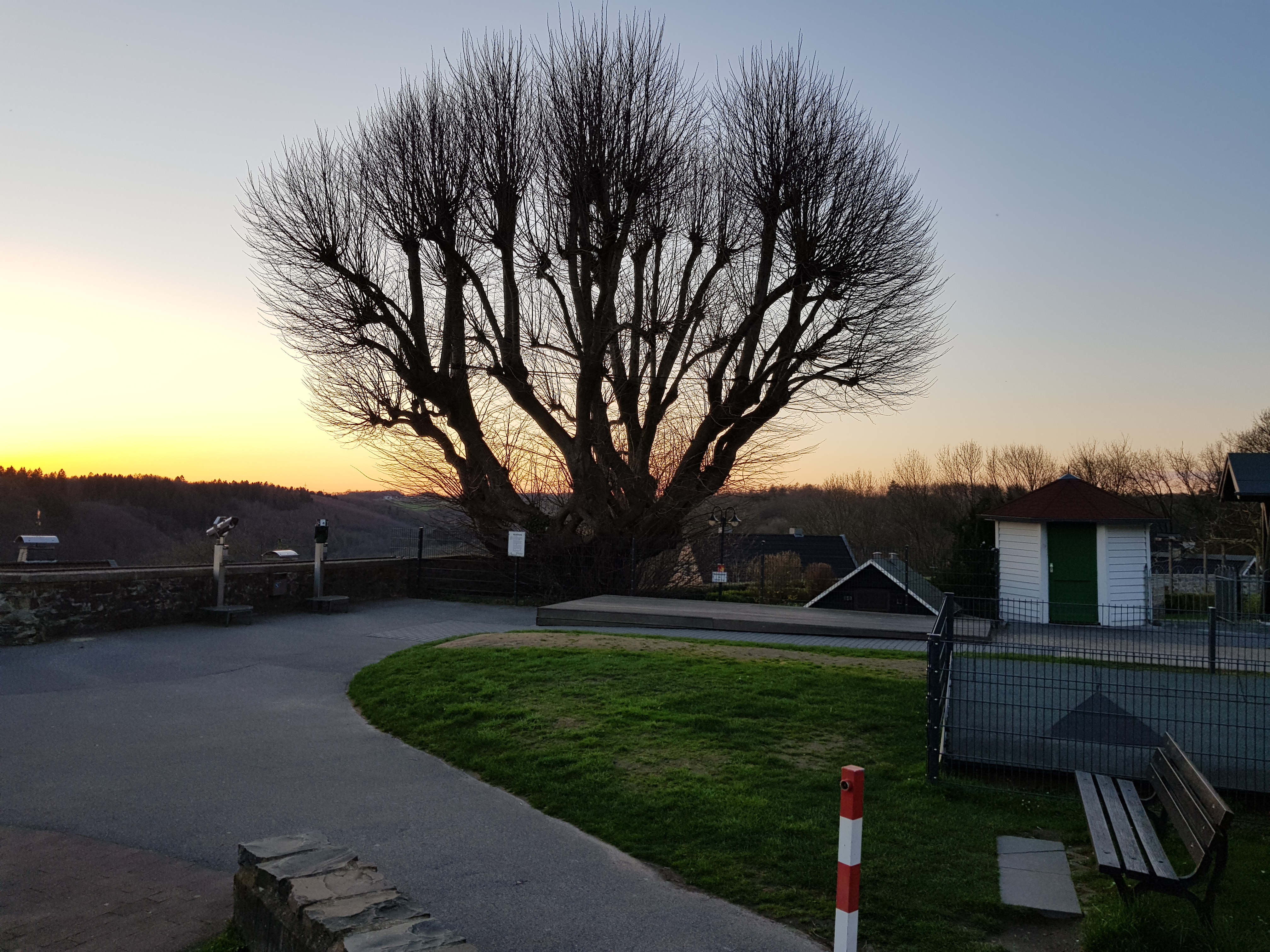
Die Kaiserlinde im März 2019

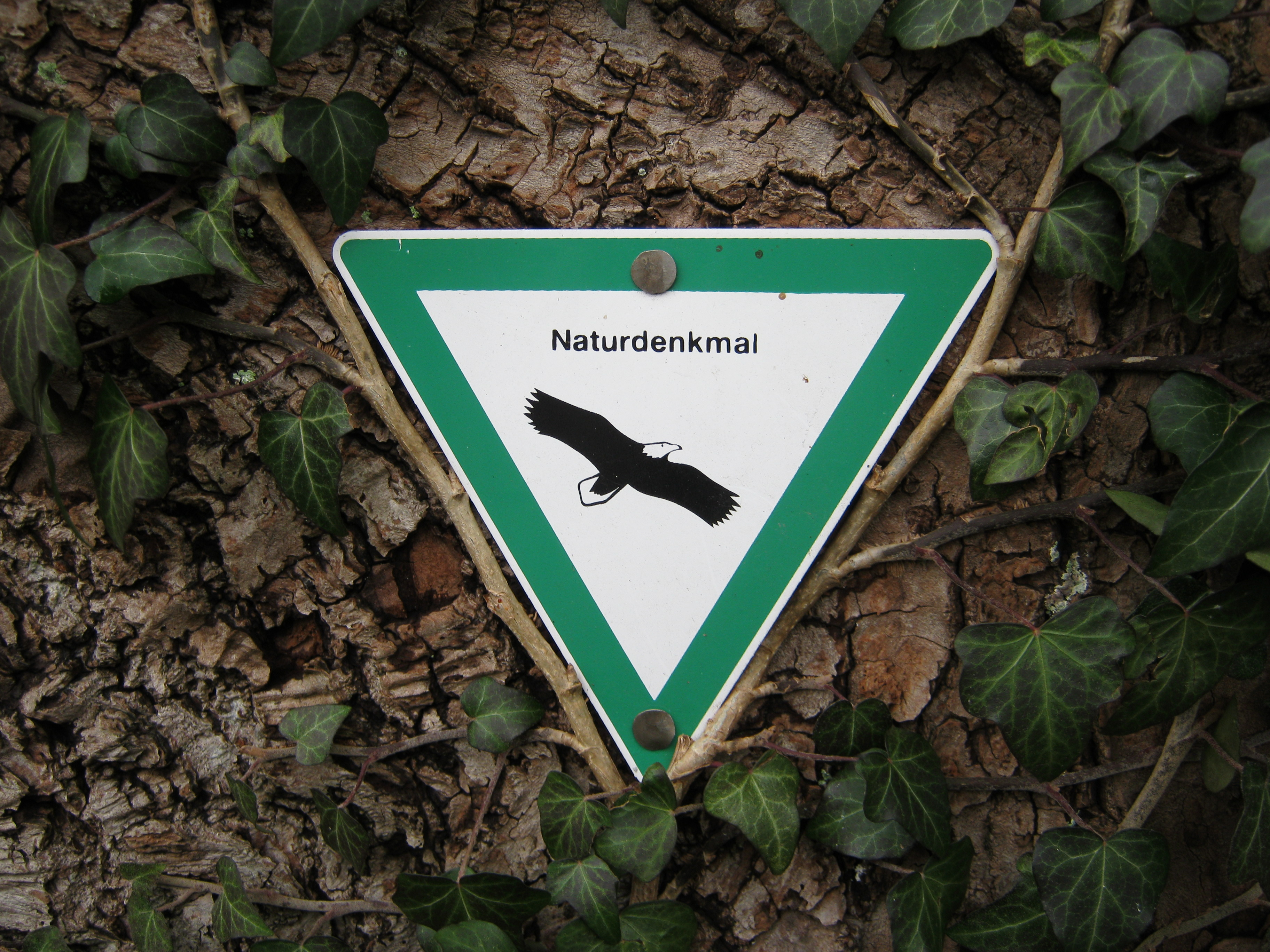
Das Naturdenkmal-Schild an der Kaiserlinde

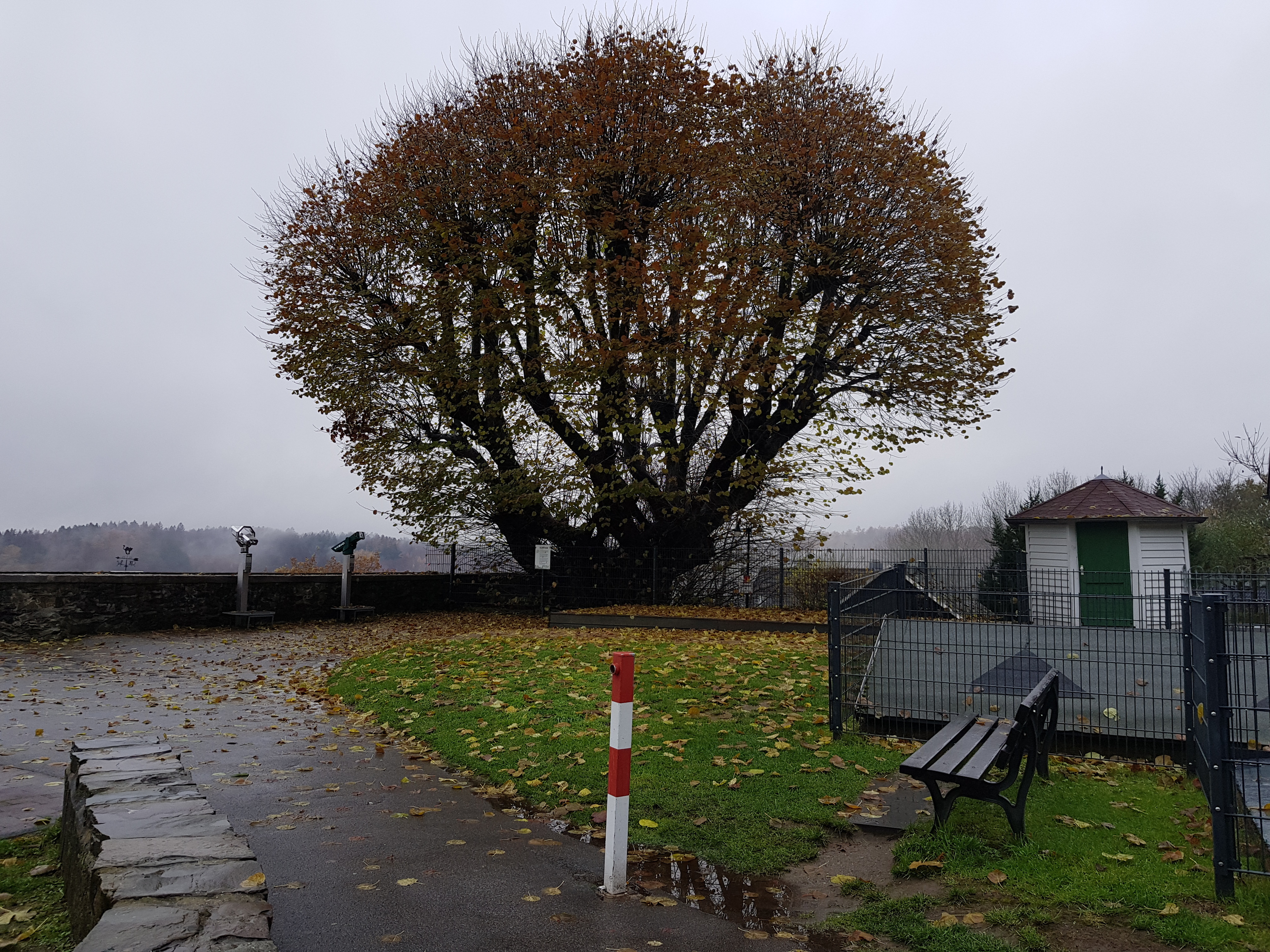
Die Kaiserlinde im November 2019

Die Kaiserlinde ist eine Winterlinde (Tilia cordata), deren Stammumfang bei 1 m Höhe sich aufgrund der unregelmäßigen Wuchsform nicht feststellen lässt. Die besondere, untypische Form des Baums ergab sich daraus, dass er von Ordensleuten so beschnitten worden war, dass sowohl in ihm als auch unter ihm eine Laube eingerichtet war. Diese Lauben waren über eine Leiter verbunden und laut der Überlieferung beliebte Orte, um dort das Brevier zu beten.

## Standort und Schutz
Die Kaiserlinde ist als Naturdenkmal Nr. 51 in der „Verordnung zum Schutz von Naturdenkmälern für das Gebiet der Stadt Solingen“ vom 21. September 2007 aufgeführt und geschützt.
Der Standort der Kaiserlinde ist der ehemalige katholische Pfarrgarten von Schloss Burg, der ursprünglich sehr viel größer war, sodass die Linde in seiner Mitte stand.
Seit 1952 ist die Kaiserlinde im Besitz der Seilbahn Burg GmbH. Im Rhythmus von circa drei Jahren werden Baumpflegemaßnahmen durchgeführt. Koordiniert und überwacht werden die Maßnahmen durch die Stadt Solingen.